# Лаокоон и его сыновья
Лаоко́он и его сыновья, Группа Лаокоона (итал. Laocoonte e i suoi figli, Gruppo del Laocoonte) — скульптурная группа, изображающая смертельную борьбу жреца Лаокоона и его сыновей со змеями. Выдающееся произведение античного искусства эпохи эллинизма работы греческих ваятелей родосской школы: Агесандра, Полидора и Афинодора. Большинством исследователей считается мраморной копией второй половины I века до н. э. с оригинала, который был выполнен в бронзе около 200 года до н. э. в Пергаме и до наших дней не сохранился. Высота копии 242 см. Экспонируется в Октогональном дворе ватиканского музея Пио-Клементино.

## Иконография и проблемы атрибуции
Лаоко́онт, или Лаокоон (др.-греч. Λᾱοκόων), — в древнегреческой мифологии жрец бога Аполлона в городе Троя. Во время Троянской войны, опасаясь подвоха, убеждал защитников Трои не вводить троянского коня в город. Аполлон, помогавший троянцам (ахейцам помогала Афина), в то время, когда Лаокоон с сыновьями приносил жертву морскому богу Посейдону, послал двух огромных змей, которые приплыли по морю и задушили сыновей Лаокоонта Антифанта и Фимбрея, а затем и самого Лаокоонта. Противоречие, возникающее в этой версии мифа (Аполлон, спасая Трою, должен был поддержать Лаокоона), исправлено в другом рассказе, будто всё произошло из-за гнева Афины, и змеи укрылись под щитом у ног статуи Афины.
Считается, что мраморная скульптурная группа создана около 180 года до н. э. скульпторами родосской школы: Агесандром и его сыновьями Полидором и Афинодором. Главный историографический источник — описание скульптуры, данное знаменитым римским писателем Плинием Старшим:

 Славе некоторых в их выдающихся совместных произведениях препятствует число художников, потому что и одному слава не принадлежит, и более, чем один, не может быть назван равно обладателем её, как, например, в случае с Лаокооном, который находится во дворце императора Тита, произведением, которое должно быть предпочтено всем произведениям и живописи и искусства скульптуры в меди. Его с детьми и причудливыми сплетениями змей создали из единого камня по согласованному замыслу величайшие художники с Родоса Гагесандр, Полидор и Афинодор
В изобразительном искусстве античности жестокий сюжет о гибели Лаокоона изображали редко, поскольку он противоречил понятиям прекрасного в классическую эпоху Древней Греции и Рима. Известны только росписи на эту тему в древних Помпеях (в «Доме Лаокоона» и в «Доме Менандра») и на одной вазе ок. 400 г. до н. э.. Не случайно обращение скульпторов к этому сюжету, позволяющему выразить драматическое напряжение, экспрессию и динамику, относится именно к эпохе эллинизма. Считается, что родосские скульпторы изобразили миф о Лаокооне, следуя самой ранней версии, согласно которой змеи убивают Лаокоона и младшего сына (по правую сторону от жреца). Старший сын (слева) не только не укушен, но и пытается высвободиться из колец змеи.
Для этого произведения предлагались различные уточняющие датировки. Традиционная датировка, основанная на биографиях скульпторов: 40—20 гг. до н. э. Бернар Андриэ выдвинул гипотезу о том, что Лаокоон является мраморной копией эллинистического бронзового оригинала, о чём свидетельствуют не только стилевые, но и технические особенности. В частности, на мраморе с тыльной стороны скульптуры обнаружены следы воспроизведения канала для отливки из металла.
Было высказано предположение, что оригинал создан в Пергаме, на что указывают некоторые сравнения с произведениями местной школы. Проблему атрибуции, ещё не нашедшей окончательного решения, затрудняет отсутствие сигнатур (подписей). Шесть известных сигнатур Афинодора относятся к иным произведениям. Они свидетельствуют о присутствии Агесандра и Афинодора в Риме до периода после 42 г. до н. э., и, таким образом, наиболее вероятная дата создания Лаокоона должна быть между 40 и 20 г. до н. э.
При раскопках 1955 года в «Гроте Тиберия» в Сперлонге (Лациум) на остатках больших скульптурных композиций обнаружены сигнатуры «родосцев Афинодора, Гагесандра и Полидора», датируемые 25 годом до н. э. Однако и это подвергается сомнению: сигнатуры сделаны в римское время, они не являются подлинными и, следовательно, не могут служить основанием для датировки. Было высказано предположение, что оригинал Лаокоона создан в Пергаме, на что указывают некоторые сравнения с произведениями местной школы: мирные отношения между малоазийским городом и Римом укреплялись мифами, связанными с Троей, из которой исходили легенды об основании обоих городов.
В настоящее время наиболее убедительной является датировка 200—170 гг. до н. э. (время создания Пергамского алтаря), основанная на стилевых аналогиях.

## История находки и реставрации скульптуры

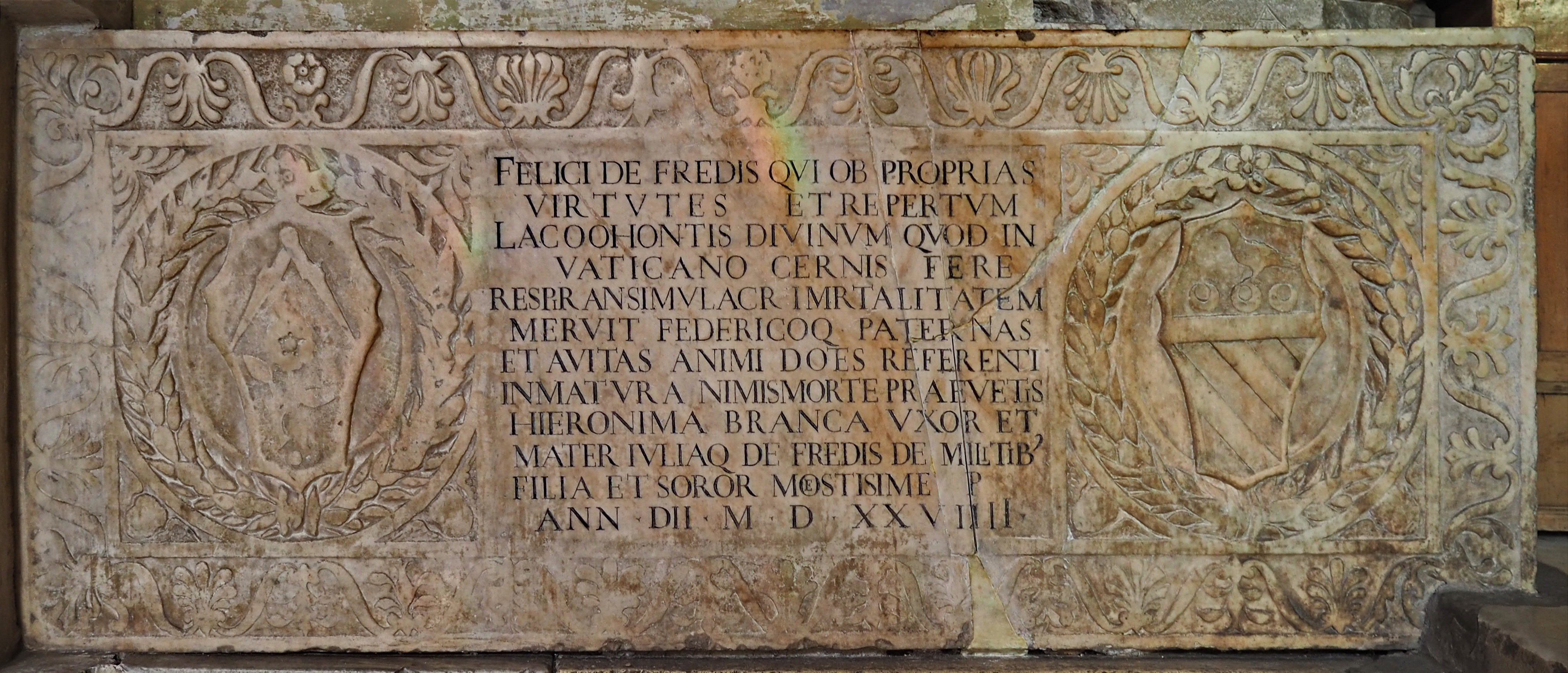
Надгробная плита Феличе де Фредиса с сообщением о находке скульптуры. 1529. Церковь Санта-Мария-ин-Арачели, Рим

Скульптура, разбитая на восемь кусков, была найдена Феличе де Фредисом 14 января 1506 года в Риме при земляных работах на винограднике близ церкви Сан-Пьетро-ин-Винколи. Эпитафия на могильной плите Феличе де Фредиса в левом нефе церкви Санта-Мария-ин-Арачели (1529) рассказывает об этом событии.
Скульптуру обнаружили на вершине холма Оппия на Эсквилине, в центре Рима, её обломки находились в пещере (гроте) — всё, что осталось от одного из помещений дворца императора Тита, возведённого на руинах ранее существовавшего «Золотого дома» императора Нерона. Поэтому предполагают, что это произведение могло принадлежать императору Титу, сыну Веспасиана, как об этом сообщает Плиний. Однако местоположение дворца до настоящего времени в точности не выяснено. По иной версии скульптура находилась на территории Садов Мецената у Сервиевой стены
Папа Юлий II, узнав о находке, сразу же послал за ней архитектора Джулиано да Сангалло, который прибыл с одиннадцатилетним сыном Франческо (позднее оставившем воспоминания об этом случае) и скульптором Микеланджело Буонарроти. Сангалло подтвердил достоверность работы со словами: «Это Лаокоон, которого упоминает Плиний».
Микеланджело определил, что скульптура сделана из двух больших кусков мрамора, хотя Плиний утверждал: «из единой глыбы».
В марте 1506 года скульптурную группу приобрёл папа. Он распорядился установить её в антикварии, в октогональном (восьмиугольном) дворе (Cortile ottagonale), или «Дворике статуй» (Cortile delle Statue), построенном архитектором Донато Браманте) в Бельведере Ватиканского дворца, приказав Джулиано да Сангалло соорудить для неё специальную нишу. Постамент появился в 1511 году (в 1511 году поблизости установили статую Аполлона Бельведерского). Фигура старшего сына Антифанта, как следует из гравюр и рисунков того времени, вначале была отделена от группы. Предполагается, что и вся композиция из трёх фигур в оригинале могла быть иной. Существуют разные варианты её гипотетической реконструкции.
В 1725—1727 годах утраченные части рук скульптуры были заменены. В 1532 году недостающая правая рука Лаокоона была создана заново учеником Микеланджело Дж. А. Монторсоли. Но в 1906 году неподалёку от места нахождения скульптуры была найдена подлинная правая рука Лаокоона. Было признано, что реставрации правых рук всех трёх фигур с частями змей неправильны. В 1980 году они были удалены, найденная подлинная рука восстановлена. Правильное положение рук воссоздано в гипсовой реплике.

## Композиция скульптуры и её оценки

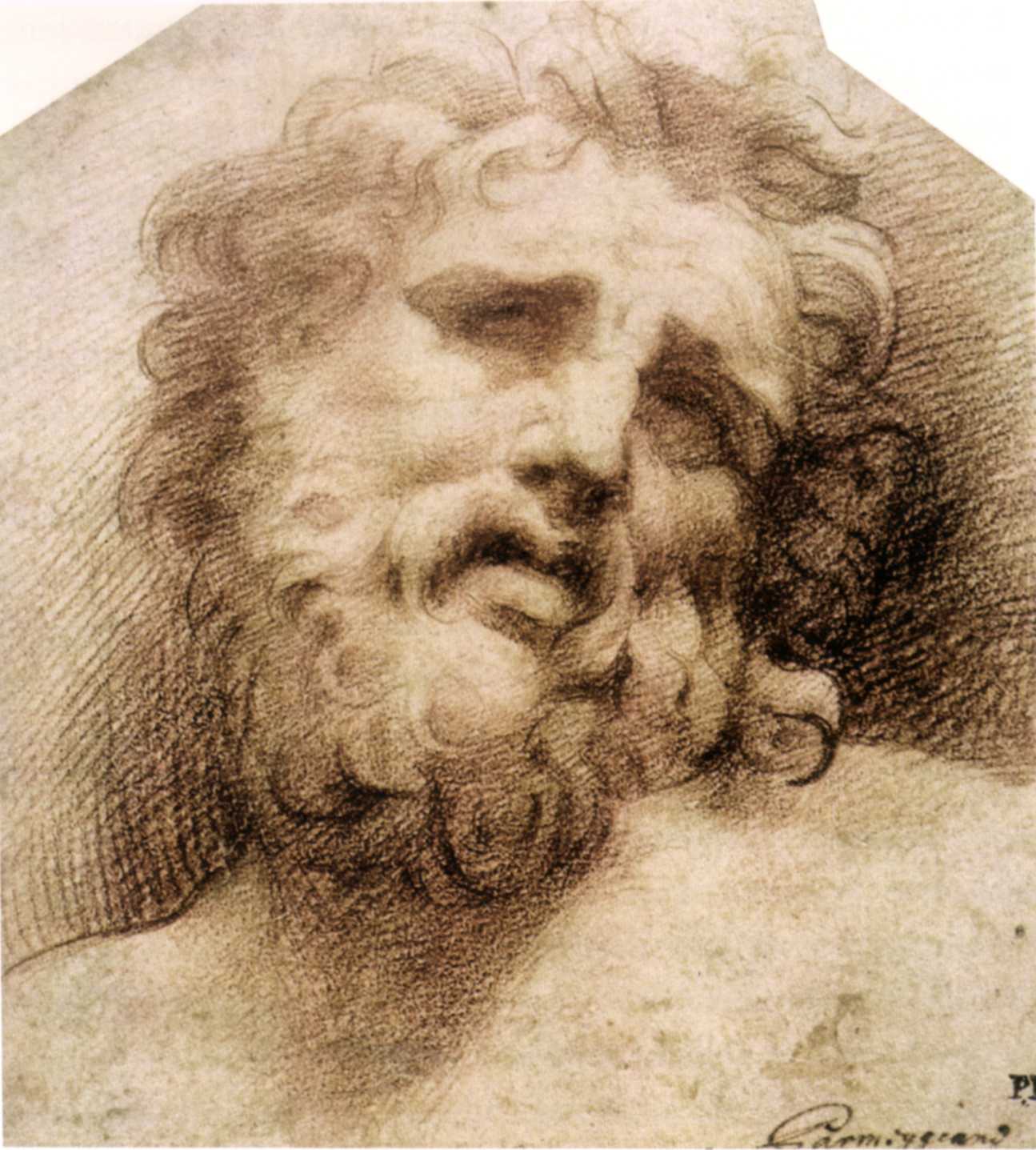
Пармиджанино. Голова Лаокоона. 1530-е гг. Бумага, сангина. Чатсуорт-хаус, Дербишир, Англия

Выразительность скульптурной группы Лаокоона, как и в других шедеврах эпохи эллинизма, например в композиции «Фарнезский бык», основывается не на гармонии частей и зрительной цельности формы, характерных для периода античной классики (середины V в. до н. э.), а на противоположных качествах: драматической экспрессивности, зачастую приводящей к дробности силуэта и восприятии произведения в порядке выразительности отдельных частей.
В эпоху европейского неоклассицизма середины и второй половины XVIII века, когда ещё не были известны в полной мере памятники древнегреческой классики, «Лаокоон» почитался одним из наивысших проявлений искусства античности. Так, И. И. Винкельман в статье «Мысли по поводу подражания греческим произведениям в живописи и скульптуре» (1755) для иллюстрации своего знаменитого определения идеала античного искусства как «благородной простоты и спокойного величия» выбрал самый неподходящий пример. Он писал:

 выражение в греческих фигурах обнаруживает, несмотря на все страсти, великую и уравновешенную душу. Душа эта отражается на лице Лаокоона, и не на одном только лице, несмотря на жесточайшие страдания. Боль, которую обнаруживают все мускулы и жилы его тела и которую, не обращая даже внимания на лицо и другие части, мы чуть ли не сами ощущаем, при виде мучительно втянутого живота, — боль эта, говорю я, всё не проявляется никакой яростью ни в лице, ни во всей позе. Он отнюдь не поднимает ужасного вопля, как это поёт Вергилий о своём Лаокооне. Отверстие его рта этого не допускает; здесь скорее тревожный и сдавленный вздох. Страдание тела и величие души распределены во всём строении фигуры с одинаковой силой и как бы уравновешены
Винкельман также упомянул, что выдающийся художник итальянского барокко Джованни Лоренцо Бернини, утверждал обратное: «в оцепенении только одного из бёдер Лаокоона он видит действие змеиного яда».
Внимание, вызванное скульптурой, было необычайным, его отклики можно найти в многочисленных письмах послов, меценатов и описаниях знатоков-коллекционеров, в рисунках и гравюрах, которые распространялись по всей Европе. Экспрессия и героическая пластика Лаокоона вдохновляли многих художников, от Микеланджело до Тициана и Андреа дель Сарто. Многие работы Микеланджело, такие как фигуры в росписи плафона Сикстинской капеллы в Ватикане, скульптуры «Восставший раб» и «Умирающий раб», созданы под влиянием Лаокоона. Рафаэль Санти использовал лицо Лаокоона для образа Гомера на фреске «Парнас» в «Станцах Рафаэля» Ватиканского дворца.
Сохранилось более пятнадцати рисунков группы, сделанных П. П. Рубенсом в Риме, и влияние её фигур можно увидеть во многих его крупных работах, в том числе в «Снятии с креста» в соборе Антверпена. Многие скульпторы практиковались, делая слепки и копии даже в натуральную величину. Загадочный испанский живописец Эль Греко выбрал сюжет о Лаокооне и довёл экспрессию темы до гротеска.
Усложнённая композиция скульптурной группы стала предметом восхищения художников эпохи маньеризма, поскольку соответствовала эстетике сложно закрученных в вихреобразном S-образном движении изображений человеческого тела (figura serpentinata).
В XIX веке Джон Рёскин (Раскин) критиковал скульптуру за натуралистичность. Он сравнивал её «отвратительные конвульсии» с великолепием работ Микеланджело, заявив, что «резня дарданского священника» «совершенно лишена величия». Он писал, что «скульптура ложна по отношению к природе и бедна по композиции линий… Если бы Лаокоон имел дело с настоящими змеями, а не с кусками ленты с головами к ним, его держали бы неподвижно и не позволяли бы размахивать руками или ногами»

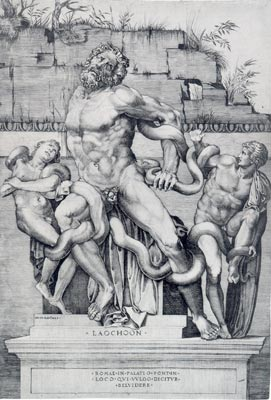
М. Денте. Лаокоон. Ок. 1520 г. Офорт
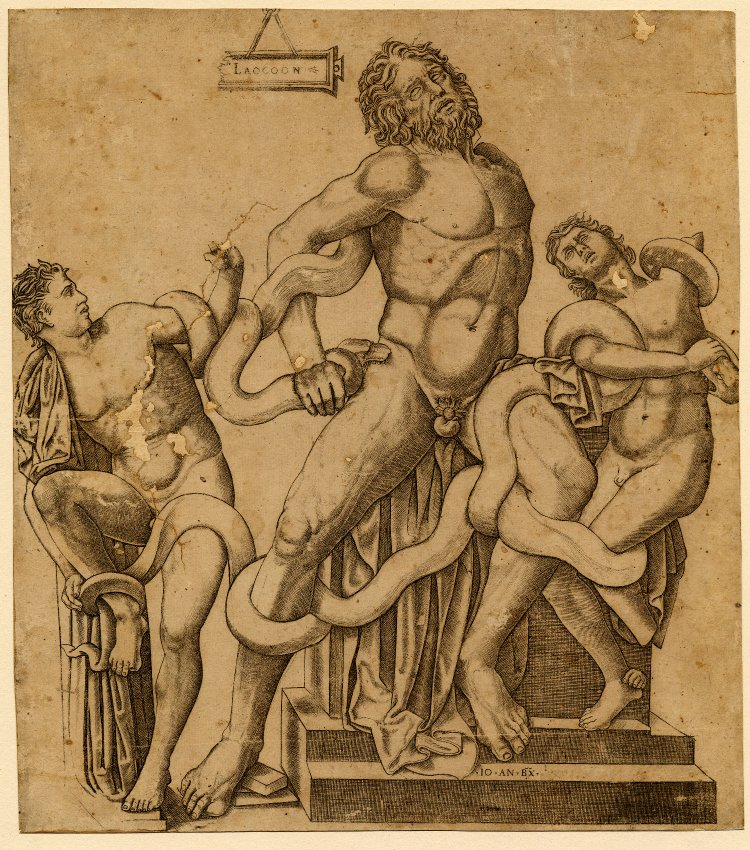
Вариант реконструкции группы. Офорт Дж. А. да Брешиа. Между 1500 и 1519 гг.
Вид скульптуры с восстановленными руками до обнаружения подлинной руки Лаокоона. Фотография 1888 г.
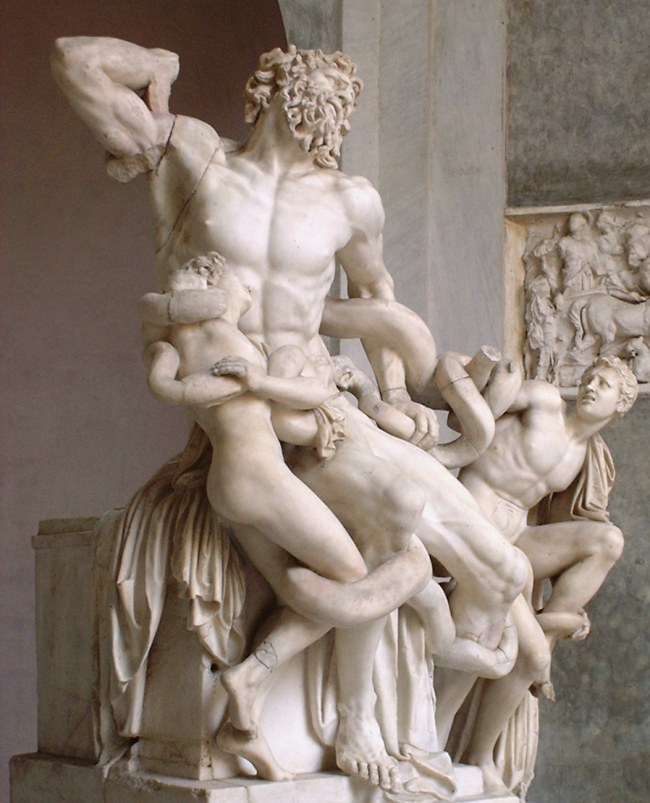
Вид скульптурной группы сбоку
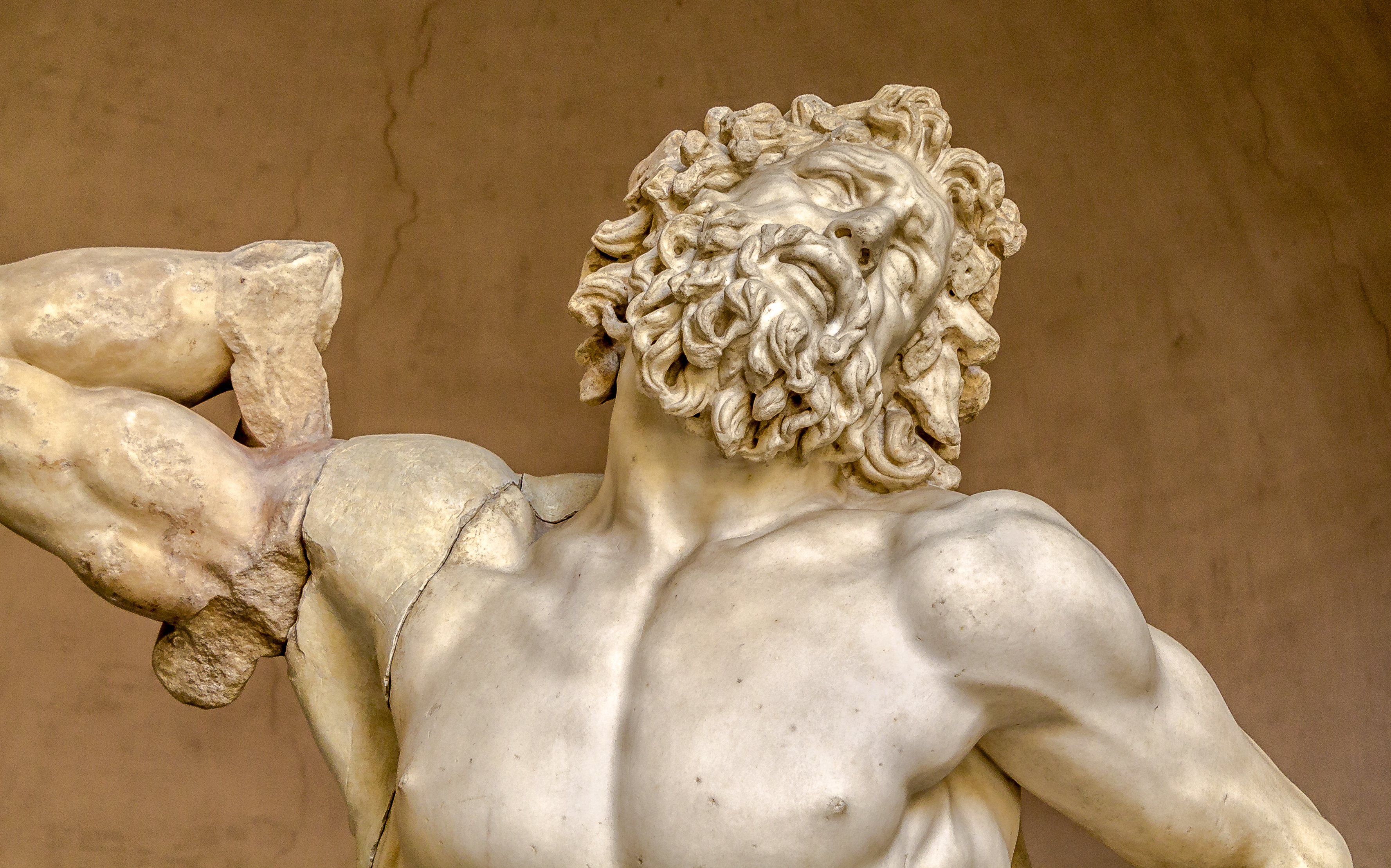
Деталь скульптуры
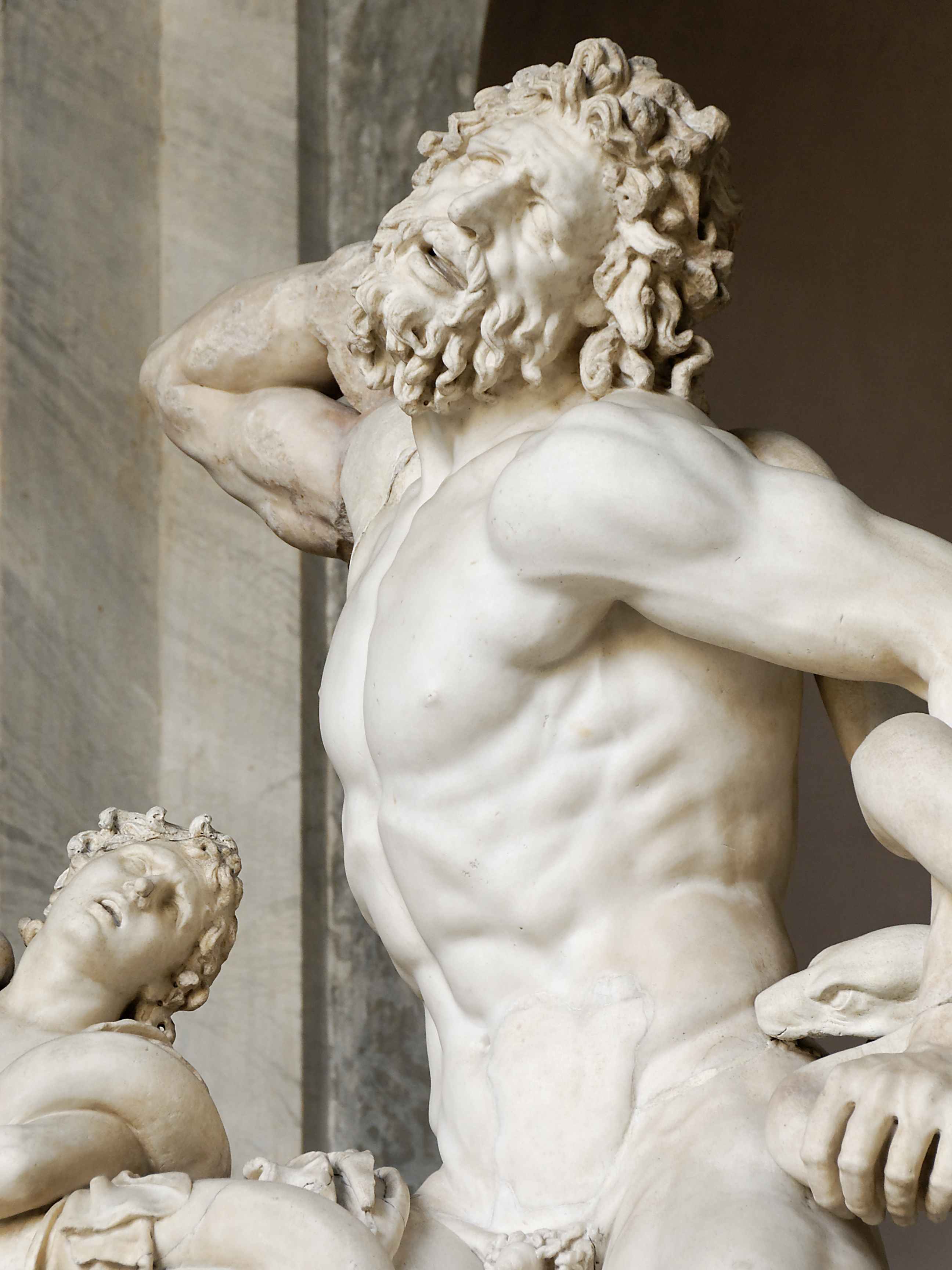
Торс Лаокоона
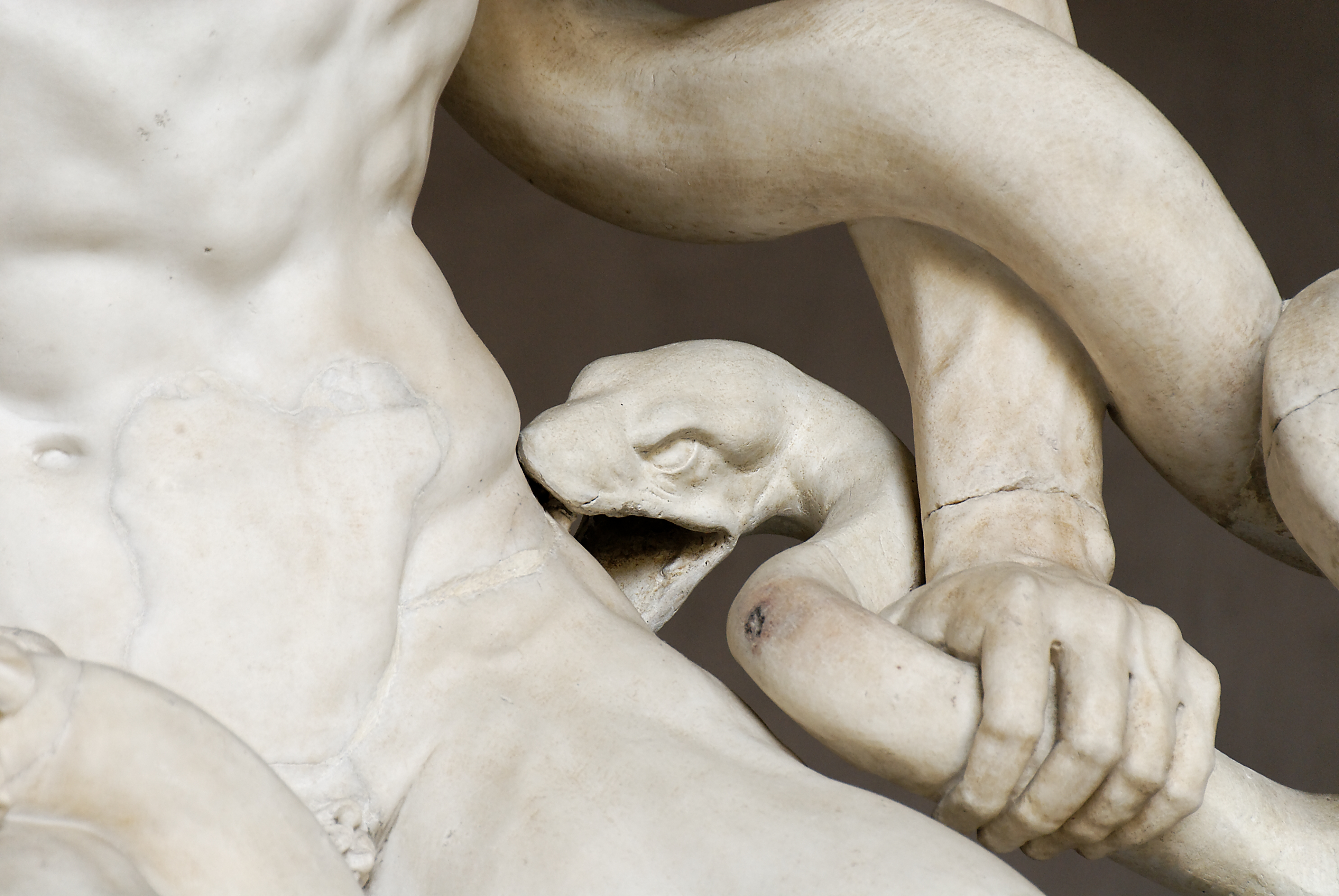
Лаокоон и змея
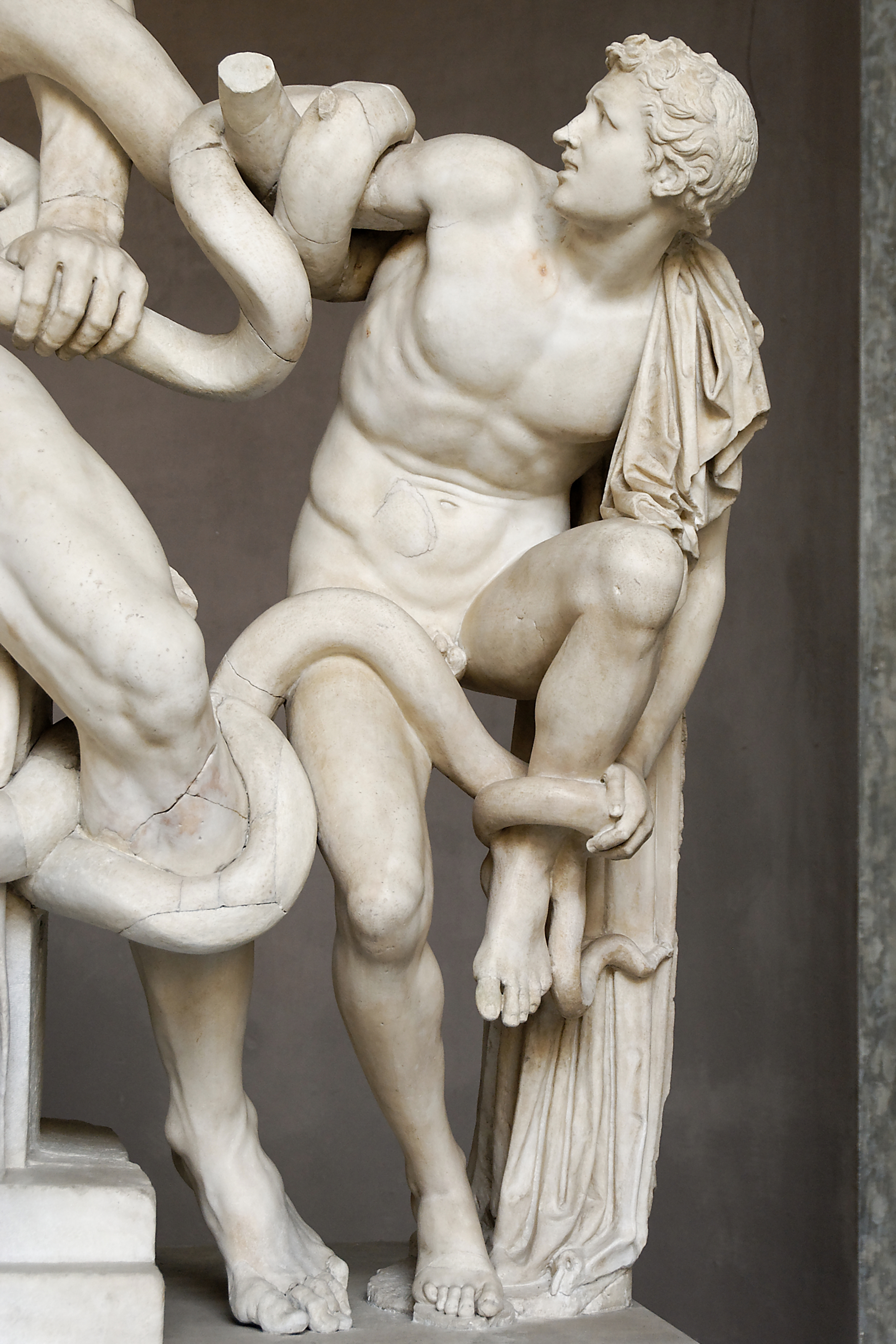
Фигура старшего сына (Антифанта)
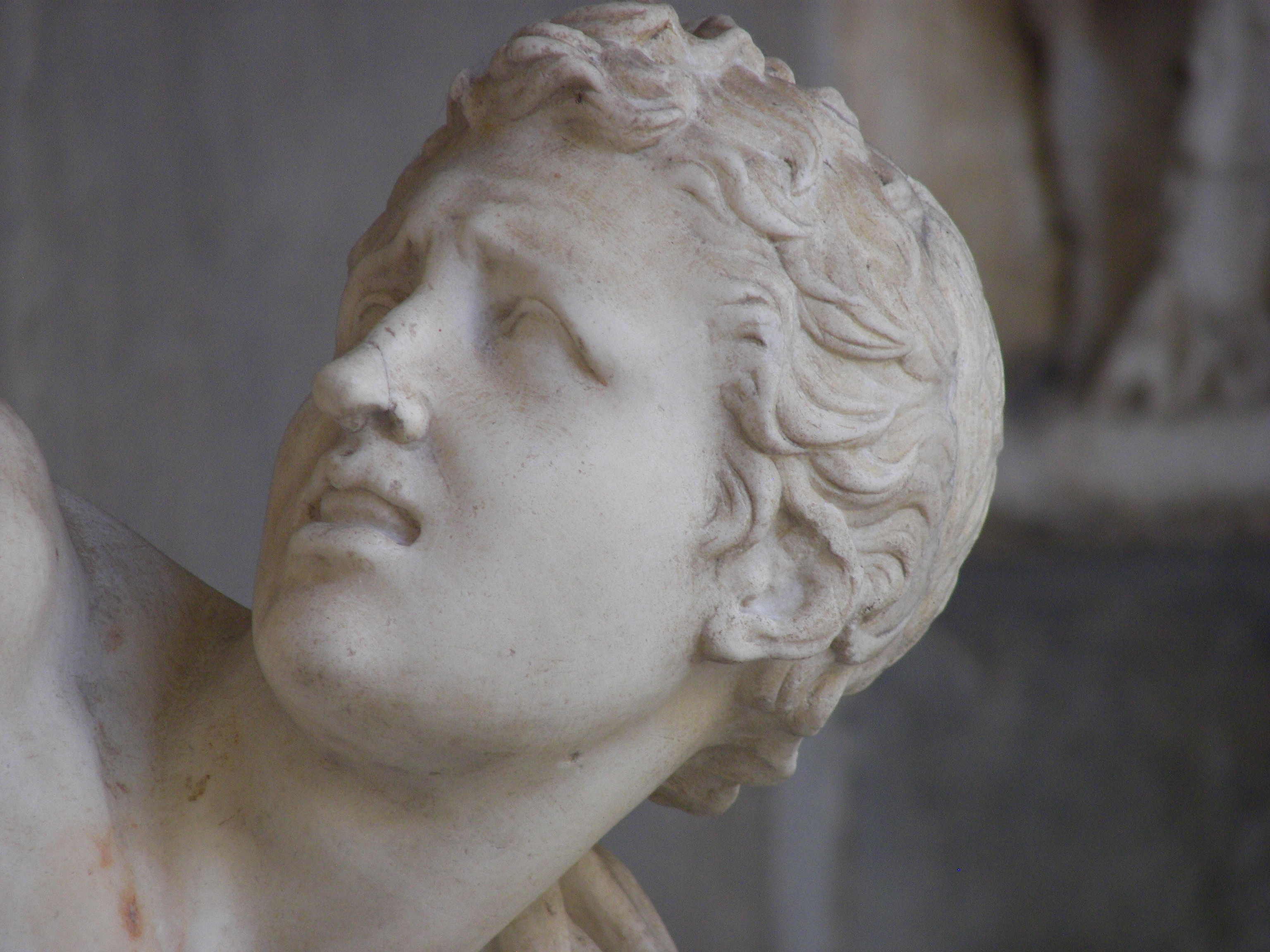
Голова Антифанта
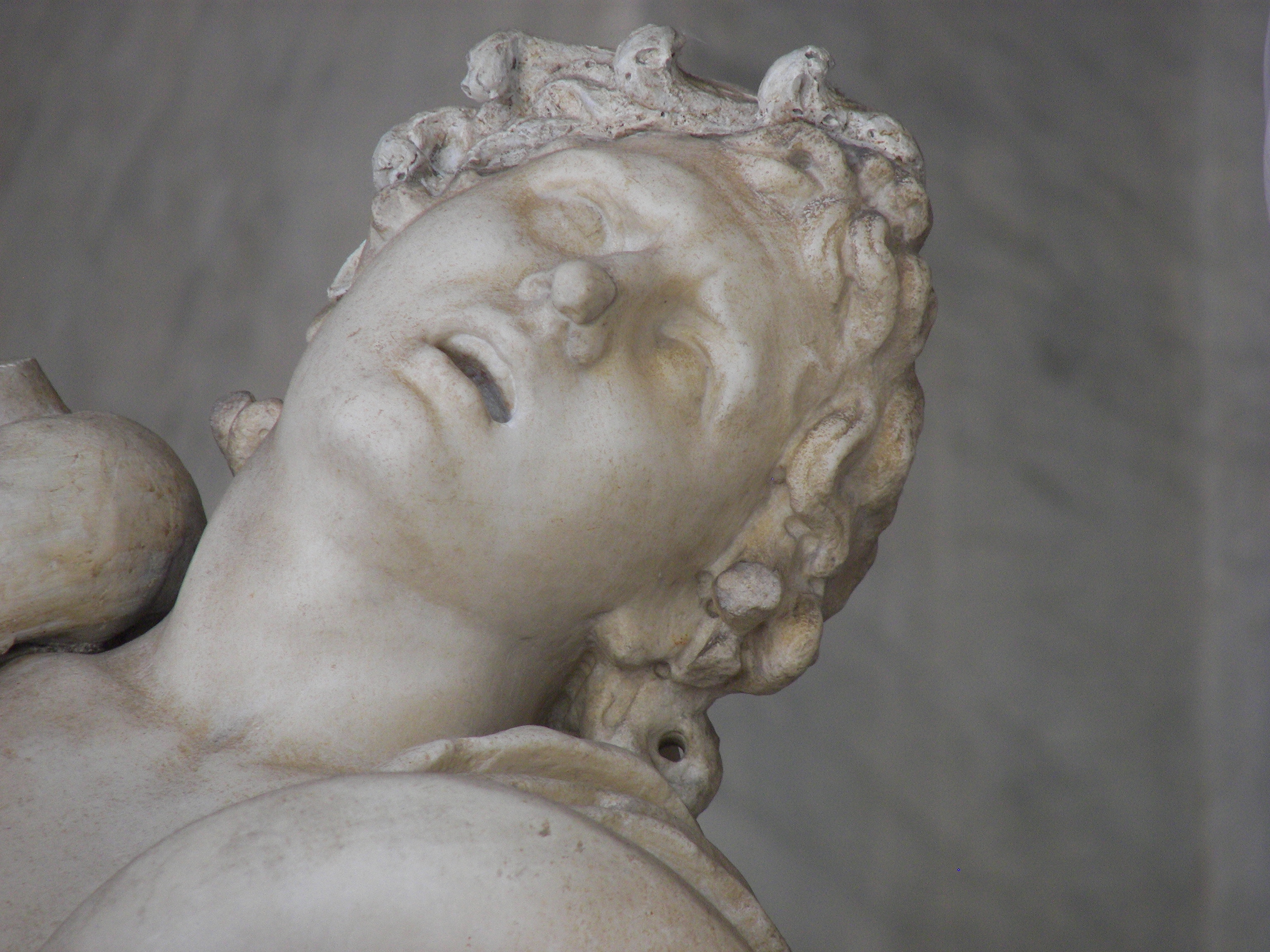
Голова младшего сына (Фимбрея)
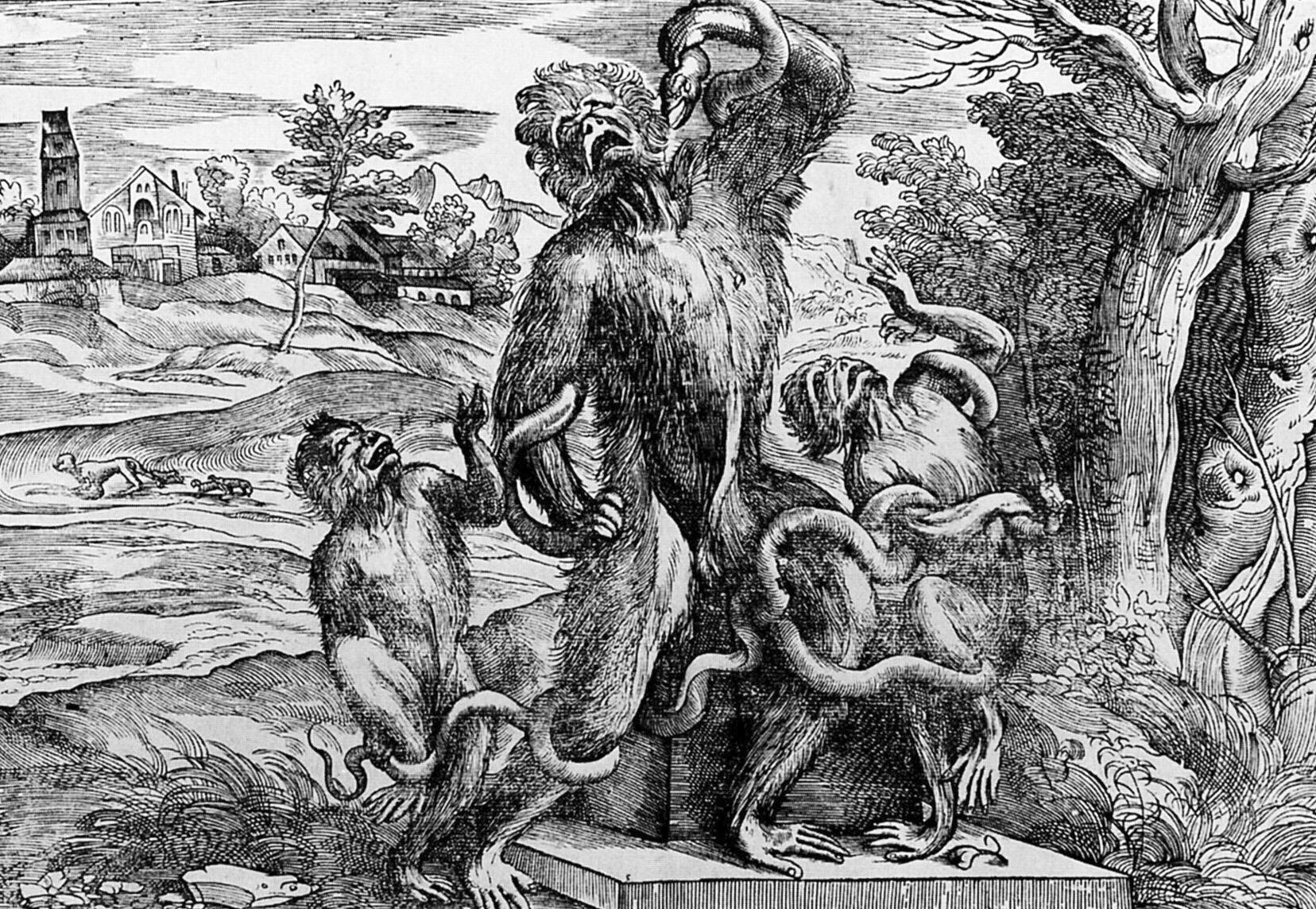
Карикатура. Гравюра на дереве, возможно, Н. Больдрини по рисунку Тициана. Интерпретируется в качестве отражений дискуссий о подлинности скульптуры или на неуклюжесть копии Бандинелли либо как комментарий к дебатам того времени о сходстве анатомии человека и обезьяны
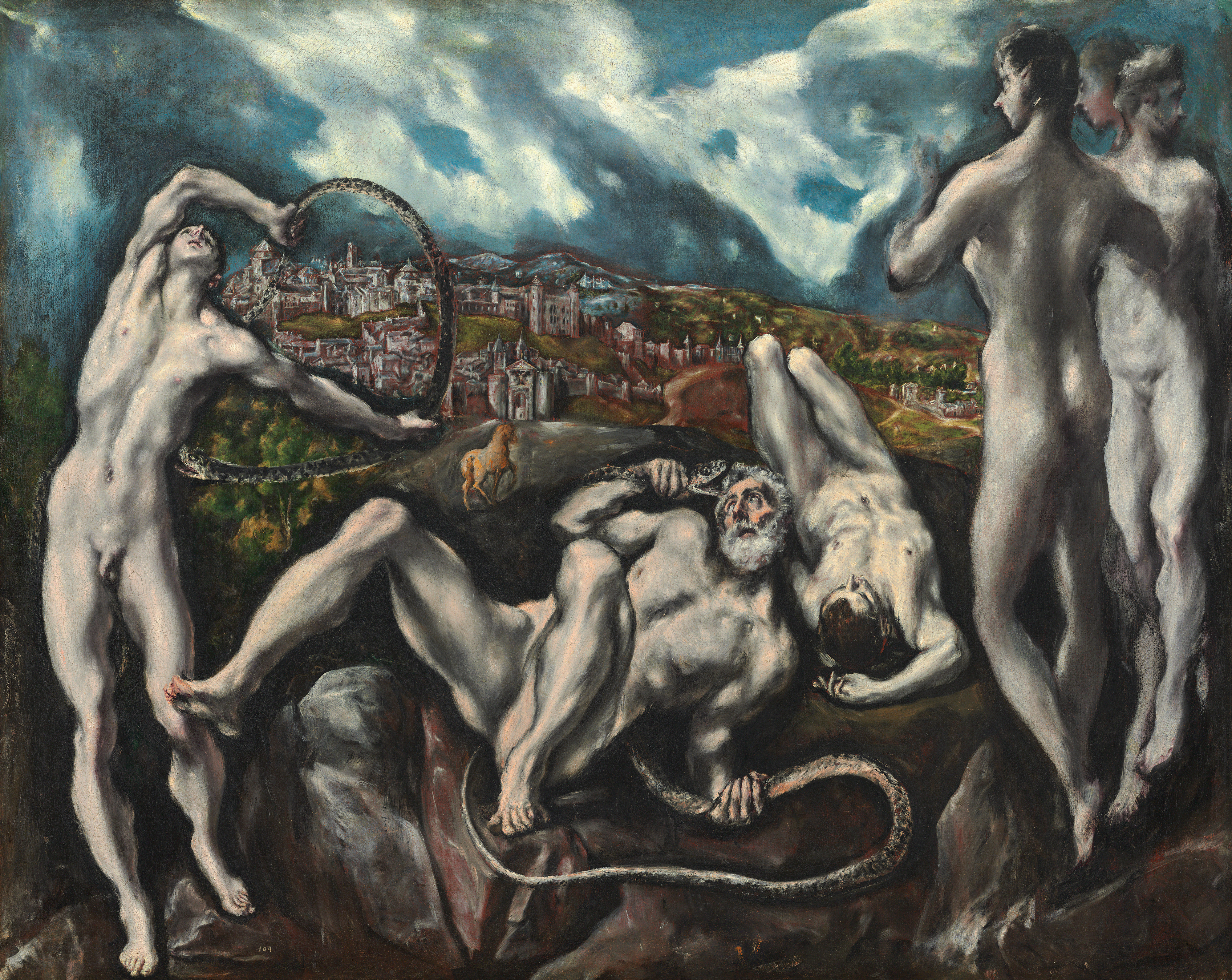
Эль Греко. Лаокоон. 1610—1614. Холст, масло. Национальная галерея, Вашингтон
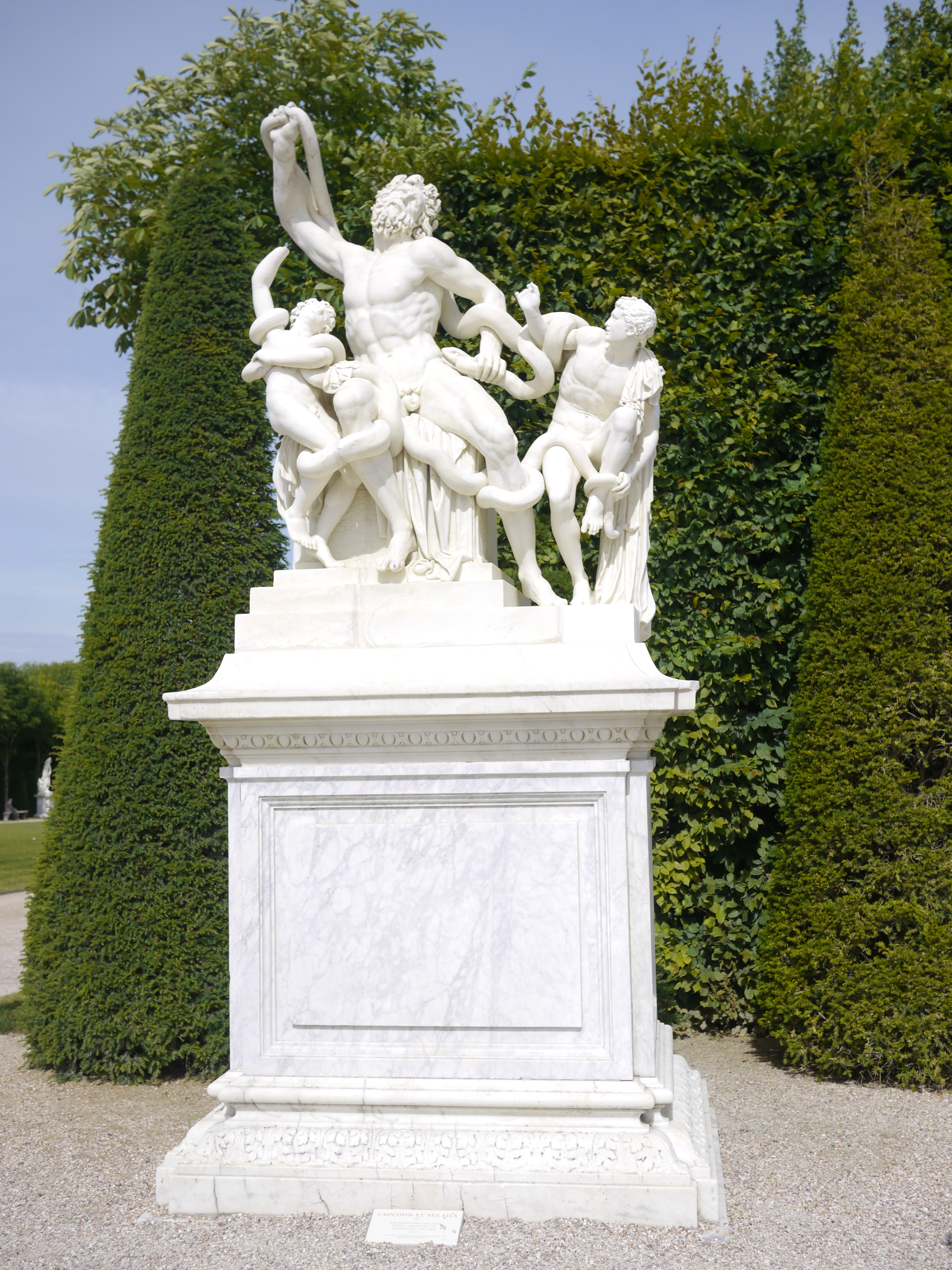
Ж.-Б. Тюби, Ф. Вижье, Ж. Русселе. Лаокоон с сыновьями. Копия ватиканского оригинала. 1696. Парк в Версале

## «Лаокоон, или О границах живописи и поэзии»

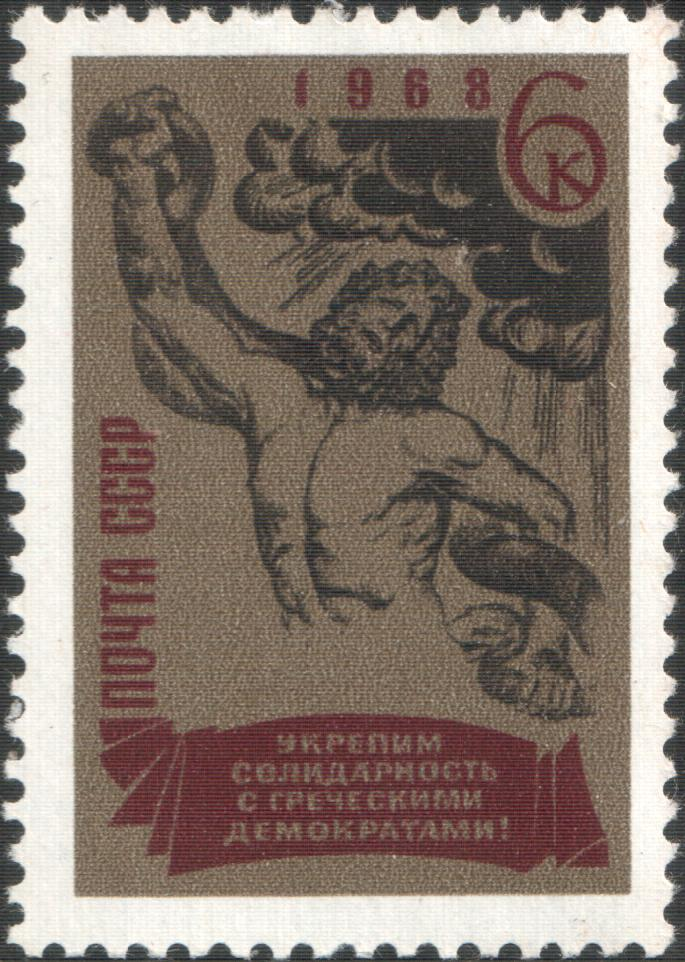
Фрагмент скульптуры на почтовой марке СССР, 1968 год

Скульптурная группа «Лаокоон и его сыновья» послужила поводом выдающемуся немецкому просветителю XVIII века Готхольду Эфраиму Лессингу для написания трактата «Лаокоон, или О границах живописи и поэзии» (1766), в котором он на примере прославленного произведения попытался теоретически обосновать специфику изобразительного искусства в отличие от поэзии. Выступая против доминирующей на протяжении века эстетической программы классицизма, утверждавшей принципиальную общность всех видов искусств согласно нормативной поэтике Горация — «ut pictura poesis»), Лессинг указывал на принципиальное различие искусств «как по предметам, так и по роду их подражания».
Соглашаясь с Винкельманом, он, тем не менее, увидел причину «мудрой сдержанности эмоций» в ином — в различиях возможностей выразительных средств скульптуры и искусства слова. В сравнении с экспрессией слова динамизм скульптурной группы Лаокоона для Лессинга — «только изображение прекрасных тел». Предмет в изобразительном искусстве запечатлевается в определённый момент и «лишь с определённой точки зрения». Такая фиксация наиболее значимого, благоприятного момента в живописи и скульптуре направлена на то, чтобы обеспечить единство и целостность восприятия, при котором «становились бы понятными и предыдущие и последующие моменты». Поэзия и драма, напротив, способны непосредственно изображать последовательное развитие, действие во времени.
Гипноз идеала античного искусства был в ту эпоху столь силён, что И. В. Гёте, посвятивший Лаокоону статью в собственном журнале «Пропилеи» (1798), увидел в экспрессивной скульптуре прежде всего «идеал и величие», а также «чувство меры, с которым здесь изображены крайности физического и духовного страдания». Скульптура Лаокоона, как и статуя Аполлона Бельведерского, оказалась в эпоху Просвещения символом «неизменного отвлечённо прекрасного». Гёте назвал скульптурную группу «трагической идиллией», подчёркивая, что перед нами не изображение умирающего в муках троянского жреца, а только образ идеального тела в необычной ситуации. «Я бы назвал эту статую, — писал поэт, — за́мершей молнией, волной, окаменевшей в тот миг, когда она ударилась о берег».
В 1797 году Ф. Шиллер опубликовал в журнале «Оры» статью немецкого историка искусства и археолога А. Хирта (Гирта), в которой впервые дан исторически обоснованный взгляд на скульптурную группу Лаокоона. Согласно трактовке Хирта, скульптура отражает не идеал древнегреческой классики, не «тихое страдание», а, в соответствии с развитием пластических возможностей искусства скульптуры эпохи эллинизма, экспрессию, напряжение и даже деструктивные тенденции, проявляющиеся в разномасштабности фигур и разобщённости объёмов. «Зрительные разрывы» и проёмы, конфигурация которых «не согласуется с объёмами фигур, было бы трудно представить себе в произведениях Фидия или Поликлета, мастеров классической эпохи Века Перикла».

## Дальнейшая судьба скульптуры и её влияние
В июле 1798 года по условиям Толентинского договора (1797) между Наполеоном Бонапартом и папой римским Пием VI ватиканского «Лаокоона», как и другие лучшие скульптуры Ватикана, перевезли в Париж в качестве контрибуции. Скульптуру поместили в Музее Наполеона (позднее Лувр). 9 ноября 1800 года её открыли для всеобщего обозрения. Только в 1816 году, после падения Наполеона, скульптуру вернули в Ватикан.

## Копии и реплики

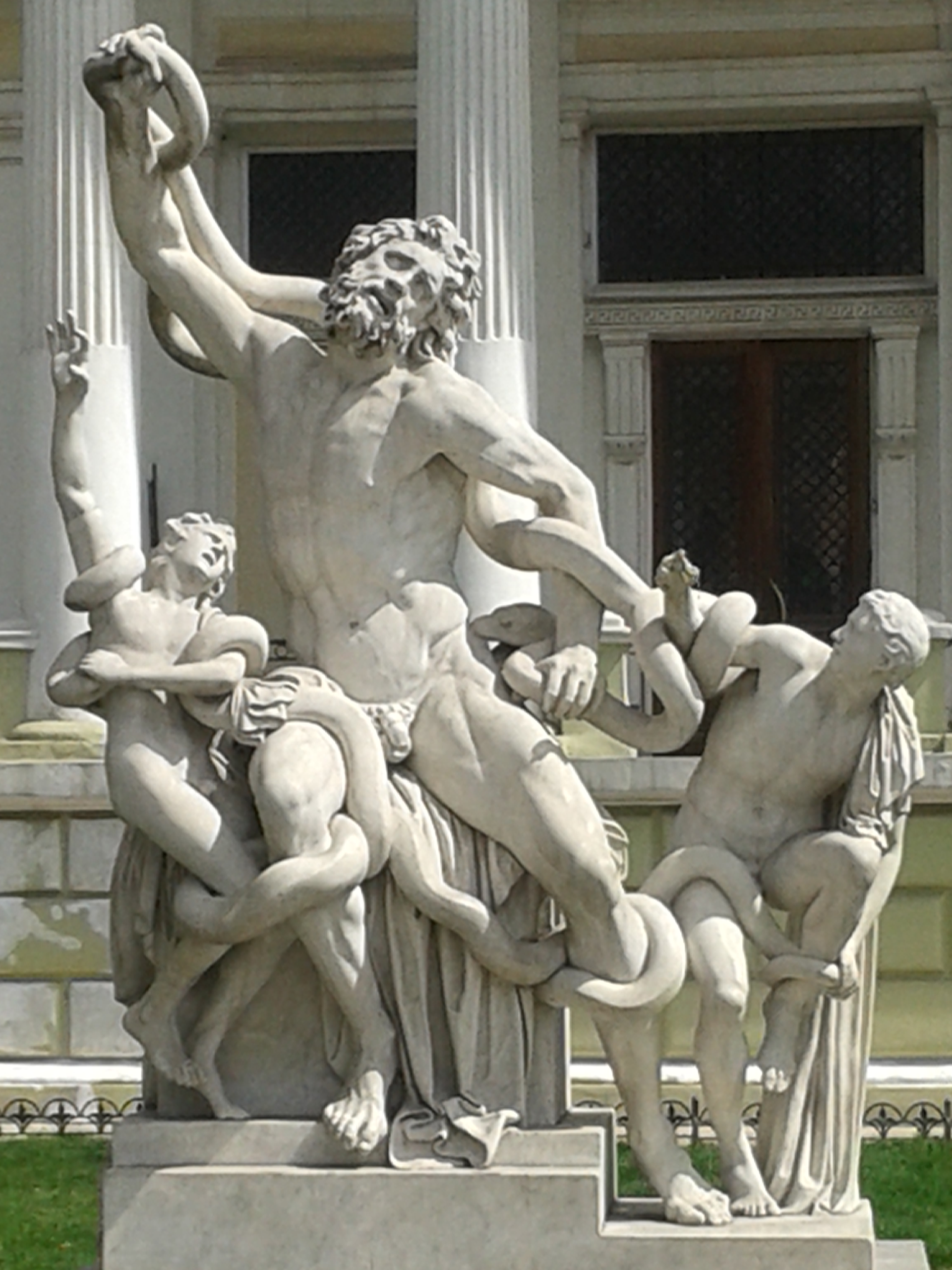
Одесский «Лаокоон»

Копий и реплик в разных материалах и размерах прославленной скульптурной группы известно множество. Наиболее известна копия Лаокоона, находящаяся в Париже. Французский король Франциск I хотел иметь копию скульптуры у себя. Папа Лев X Медичи поручил флорентийскому скульптору Баччо Бандинелли сделать такую копию. Версия Бандинелли, которую в свою очередь часто копировали и распространяли в небольших бронзовых отливках, находится в галерее Уффици во Флоренции, поскольку папа решил, что она слишком хороша, чтобы отправить её во Францию. Бронзовая отливка, сделанная для Франциска I в Фонтенбло по форме, взятой с оригинала под наблюдением Ф. Приматиччо, ныне находится в Музее Лувра.
Уменьшённая мраморная реплика была выполнена французскими скульпторами Ж.-Б. Тюби, Ф. Вижье, Ж. Русселе в 1696 году для короля Людовика XIV. Находится в парке Версаля.
Одна из копий находится в городе Родос, в зале Лаокоона Замка Великих магистров.
Копии имеются в Москве, в ГМИИ им. Пушкина на Волхонке, в Санкт-Петербургском Эрмитаже, уменьшённая реплика — в верхнем парке дворцово-паркового ансамбля Ораниенбаум в пригороде Санкт-Петербурга.
Копия скульптурной группы появилась в XIX веке в Одессе. Одесский «Лаокоон» выполнен из каррарского мрамора и ныне установлен перед зданием Одесского археологического музея. В одесском варианте у фигур имеются руки, которых нет у оригинальной скульптуры.
О копии скульптурной группы в Ленинграде Михаил Веллер написал рассказ «Лаокоон». Об одесской копии Г. Дикштейн написал песню, которая появилась ранее рассказа Веллера. В казино Caesar Palace копия установлена в виде фонтана, под названием «Фонтан Нептуна». Фрагмент скульптуры «Лаокоон» изображён на советской почтовой марке 1968 года «Укрепим солидарность с греческими демократами».